# YouTube Shorts
YouTube Shorts és la plataforma de vídeos curts del lloc web YouTube. Allotja contingut semblant al servei principal de YouTube, però centrat en vídeos verticals amb una durada màxima de 60 segons. Aquests vídeos s'anomenen Shorts o curts. També accepta vídeos amb una relació d'aspecte quadrada (1:1).
Els curts han guanyat col·lectivament més de 5 bilions de visualitzacions d'ençà que la plataforma es va llançar al públic general el 13 de juliol de 2021.

## Història
El 2019, com a resposta a la gran competència de TikTok, YouTube va començar a experimentar mostrant vídeos verticals de fins a 30 segons en una secció nova a la pàgina d'inici. Aquesta primera beta només es va publicar per a un petit nombre de persones. Poc després de la prohibició de TikTok a l'Índia el setembre de 2020, la versió beta de YouTube Shorts va estar disponible al país. El març de 2021, la versió beta es va llançar als EUA. Els shorts es van llançar a escala mundial el 13 de juliol de 2021.
El gener de 2022, un estudi va demostrar que els estafadors aconseguien milions de visualitzacions piratejant vídeos populars de TikTok i publicant-los a YouTube Shorts. Als vídeos republicats, hi fixaven comentaris amb vincles comercials, que els van generar diners segons el cost per acció o el cost per client.
L'agost de 2022, YouTube va anunciar la intenció d'afegir la funció Shorts a l'aplicació de televisió intel·ligent.
El desembre de 2022, YouTube va publicar la seva publicació anual al blog que documentava els millors vídeos i creadors de l'any i Shorts va rebre la seva pròpia secció de la publicació per primera vegada.
El gener de 2023, YouTube va anunciar com seria el nou format de monetització dels curts. A partir del primer de febrer els youtubers, que superin els llindars de requisits, podran monetitzar els Shorts.

## Característiques
YouTube Shorts presenta vídeos verticals o quadrats creats pels usuaris amb una durada màxima de 60 segons. Permet als usuaris afegir música amb llicència i subtítols a la pantalla. Els espectadors poden desplaçar-se per un interminable enfilall de vídeos. YouTube Shorts ofereix la funció d'editar i la capacitat d'interactuar amb els espectadors responent als comentaris amb vídeos addicionals, això darrer és una funció que TikTok va popularitzar primer. Encara que està pensat per a ser vist en telèfons intel·ligents, els Shorts es poden veure en qualsevol dispositiu.

## Monetització
L'agost de 2021, YouTube va llançar el fons YouTube Shorts, un sistema en què els principals creadors de curts podien cobrar pel seu treball. YouTube ho va descriure com una manera de «monetitzar i recompensar els creadors pel seu contingut» i va dir que seria un fons de 100 milions de dòlars distribuïts durant el 2021 i el 2022, similar al fons per a creadors de 1 000 milions de dòlars de TikTok. YouTube va explicar a The Hollywood Reporter que el fons és «només un punt provisional fins que YouTube desenvolupi una eina de monetització i suport a llarg termini per als creadors de vídeos breu» que «s'adaptarà, però amb diferències,» al Programa per a socis. Quan es va publicar el fons, YouTube va enviar ofertes a més de 3 000 creadors que oscil·laven entre els 100 i els 10 000 dòlars al mes.
A partir del gener de 2023, els creadors que se centren a fer Shorts podran sol·licitar el Programa de socis habitual en aconseguir 1 000 subscriptors i arribar a 10 milions de visualitzacions combinades de tots els seus Shorts en un període de 90 dies. El fons de YouTube Shorts s'aturarà a partir del gener de 2023, perquè YouTube començarà a compartir els ingressos publicitaris amb els youtubers socis a partir del primer de febrer.